# Heterophragma
Heterophragma DC. es un género con nueve especies descritas de árboles de la familia Bignoniaceae.

## Taxonomía
El género fue descrito por Augustin Pyrame de Candolle  y publicado en Bibliotheque Universelle de Geneve ser. 2. 17: 129. 1838. La especie tipo es: Heterophragma quadriloculare (Roxb.) K.Schum.	

## Especies aceptadas
- Heterophragma quadriloculare (Roxb.) K.Schum.
- Heterophragma sulfureum Kurz